# Christian Ayew
Christian Ayew (* 27. Mai 1986 in Kumasi) ist ein ehemaliger ghanaischer Fußballspieler.

## Karriere
Christian Ayew stand bis Ende 2007 beim FC Nania Accra im ghanaischen Legon unter Vertrag. Wo er 2008 unter Vertrag stand, ist unbekannt. Von 2009 bis 2010 spielte er in Thailand beim Osotspa-Saraburi FC. Der Verein spielte in der ersten Liga des Landes, der Thai Premier League. Nach der Hinserie 2010 wechselte er zum Ligakonkurrenten Singhtarua FC nach Bangkok. Hier spielte er die Rückserie. 2011 wechselte er zum ebenfalls in der ersten Liga spielenden Navy FC. Mit dem Verein aus Sattahip musste er am Ende der Saison in die zweite Liga absteigen. Nach dem Abstieg verließ er den Verein und wechselte auf die Philippinen. Hier schloss er sich dem Erstligisten Kaya FC-Iloilo aus Iloilo City an. Kaya spielte in der ersten Liga, der United Football League. 2012 wurde er mit dem Verein Vizemeister und 2015 gewann er mit dem Verein den nationalen Pokal. Seit dem 1. Januar 2016 ist Christian Ayew nun schon vertrags- und vereinslos, womit von einem Karriereende auszugehen ist.

## Erfolge
Kaya FC-Iloilo
- Philippinischer Pokalsieger: 2015